# Medasina plagaria
Medasina plagaria là một loài bướm đêm trong họ Geometridae.